# 維多利亞廣場-國際民航組織站
維多利亞廣場-國際民航組織站（法語：Station Square-Victoria−OACI），舊稱維多利亞廣場站（法語：Station Square-Victoria），位於加拿大魁北克省蒙特利爾市玛丽城區，是蒙特利爾地鐵2號線其中一個車站，服務蒙特利爾的中央商業區。
本站自1966年開幕至今一直沿用名字「維多利亞廣場」（Square-Victoria）。於2014年6月，為慶祝总部位于本站附近的國際民航組織（法語：Organisation de l'Aviation Civile Internationale；簡寫 OACI）成立七十週年，蒙特利爾地鐵當局特地於車站名字後加上「OACI」。

## 外部連結
- （法文）（英文）蒙特利爾交通局：維多利亞廣場站 （页面存档备份，存于）（英文） （页面存档备份，存于）
- （法文）（英文）：維多利亞廣場站 （页面存档备份，存于）（英文） （页面存档备份，存于），含有維多利亞廣場站的資訊、歷史、車站結構與藝術品資料。